# Bracon planinotus
Bracon planinotus är en stekelart som beskrevs av Vladimir Ivanovich Tobias 1957. Bracon planinotus ingår i släktet Bracon och familjen bracksteklar. Inga underarter finns listade.